# Országnagyok szövetsége
Az országnagyok szövetsége 1525-ben, közvetlenül a mohácsi tragédia bekövetkezte előtt a köznemesség politikai céljait és térnyerését igyekezett korlátozni, s a főúri együttműködést megerősíteni. A főpapi-főúri együttműködés az összeesküvés látszatát próbálta kivédeni.

## Előzmények
Az 1525 május 7-ikére kihirdetett rákosi országgyűlésre a köznemesség tömegesen, felfegyverkezve jelent meg. 
A szónokok ez alkalommal támadásaikat Báthory István nádor, György brandenburgi őrgróf, Szalkai László primás és a német udvarnokok ellen, de leginkább Szerencsés Imre alkincstárnok ellen irányították, akiket a helytelen pénzügyi gondolkodásért és a forgalomba hozott rossz ércpénzzel okozott bonyodalmakért felelőssé tettek s akinek személye ellen a gyűlöletet az a körülmény is élesztette, hogy kikeresztelkedett zsidó volt.
Burgio, a pápai követ kísérletet tett, hogy a köznemesség figyelmét az ország védelmének érdekeire irányítsa. A Rákoson  pápai iratokat mutatott be, melyek a nemzetet a török ellen támadó háború indítására buzdították. Lelkesítő beszédét tiszteletteljesen hallgatták meg. Werbőczi István a pápa jóakaratáért köszönetet mondott és hálásan emlékezett meg az érdemekről, amiket századok folyamán a szentszék Magyarország körül szerzett. Azonban a köznemesség a hadjárat ügyének tárgyalásába nem bocsátkozott; a legsürgősebb feladatnak azt tekintette, hogy az ország kormányzásában új rendet, új szellemet honosítson meg.
Hatvan tagból álló küldöttség által terjesztette kívánalmait Lajos király elé; úgymint: öt nap alatt távolítsa el udvarából a németeket, akik «mind lutheránusok», a császár és a velenczei köztársaság követei szintén mielőbb hagyják el az országot; Szerencsés Imre máglyán bünhödjék gonoszságáért; végre a királyi tanácsba a köznemesség által választandó ülnökök ismét vétessenek föl.
A király azt a feleletet adta, hogy a német nemzetet, a császárt és Velencét, követeik és honfitársaik eltávolításával fölingerelni káros dolog volna; hanem majd módot fog ő keresni, hogy panaszra többé a köznemességnek ne legyen oka; ami pedig Szerencsést illeti, törvényszék elé állíttatja, ahol a vádakat, amiket ellene emelnek, be kell bizonyítani.
Mikor a köznemesség képviselőivel ezt a királyi nyilatkozatot közölték, azok heves kifakadásokkal fogadták. «Nem tűrjük, hogy tovább ámítsanak, sérelmeink orvoslását tovább halogassák. Őfelsége jöjjön közénk; ha kívánalmainkat teljesíti, engedelmes jobbágyai leszünk; ellenkező esetben az országot fenyegető veszélyek elhárításáról magunk gondoskodunk!»
Lajos a válságos pillanatban megtalálta azt az erélyt és határozottságot, amit rendes körülmények között nélkülözött. Május 18-ikán délután, minden kíséret nélkül megjelent a Rákoson, ahol a méltóságát megillető tisztelettel fogadtaták. Werbőczi a köznemesség nevében azt a kérdést intézte hozzá: kik az okai, hogy a korábbi országgyűléseken alkotott törvényeket nem hajtják végre? A király erre kitérőleg felelt. «Én nem vagyok az oka.»
Ezután Werbőczi előadta az intézkedéseket, amiknek életbeléptetésétől a köznemesség a viszonyok jobbrafordulását várja. A már előterjesztett kívánságokhoz még a következőket csatolta: a király csak magyarokat tartson udvaránál; kötelezze magát, hogy a királyi tanács határozatai szerint fog eljárni; a közjövedelmek kezelését a kincstárnokra bizza és pazarlását akadályozza meg; jó ércpénzt veressen; a pénzverők számadásait vizsgáltassa meg; a horvátországi bánt, aki kötelezettségeit nem teljesíti, mozdítsa el; a törvények végrehajtására gondja legyen és «általán legyen igazi király». Ugyanakkor biztosította, hogy a nemesség kész és képes őt bárki ellen megoltalmazni.
Lajos kijelentette, hogy másnap közli majd válaszát. «Nem engedjük, – hangzott föl a tömegből – azonnal hallani akarjuk őfelsége elhatározását!» Azonban a király megismételte előbbi kijelentését és visszatért Budára.

## A szövetségkötés
1525. május 22-én a rákosi országgyűlés végzéseinek megsemmisítésére 10 főpap, Szalkai László esztergomi érsek, Erdődi Simon zágrábi, Gosztonyi János erdélyi, Macedóniai László szerémi, Móré Fülöp pécsi, Paksi Balázs győri, Perényi Ferenc váradi, Podmaniczky István nyitrai, Szalaházi Tamás veszprémi, Várdai Pál egri püspök, valamint Szapolyai János erdélyi vajda, Sárkány Ambrus országbíró, Thurzó Elek tárnokmester és kincstartó, Korlátkövi Péter főudvarmester világi főurakkal együtt megfogadta, hogy az addigi egyenetlenkedéseiket megszüntetik, a meglévő külön szövetségeiket fölbontják, a fölmerülő viszályaikat barátságosan intézik el, saját jogaikat, özvegyeik és árváik érdekeit kölcsönösen oltalmazzák, ha az Országnagyok szövetsége tagjait valaki megtámadja, azt közös erővel megvédik, a főpapok, urak és nemesek jogait sértő merényleteket meghiúsítják, igazságtalan javaslatot nem visznek a király elé, a lakosoknak igazságot szolgáltatnak, hatnak a királyra, hogy a király a tanácsba idegeneket ne hívjon, a főhivatalokba csak alkalmas urak hiányában kerüljön köznemes, akik az Országnagyok szövetségéhez nem csatlakoznak, azokat közös ellenségnek fogják tekinteni. Az okiratot Szapolyai György testvére, János erdélyi vajda (1510-1526) nevében is aláírta.

## A szövetség eredménye

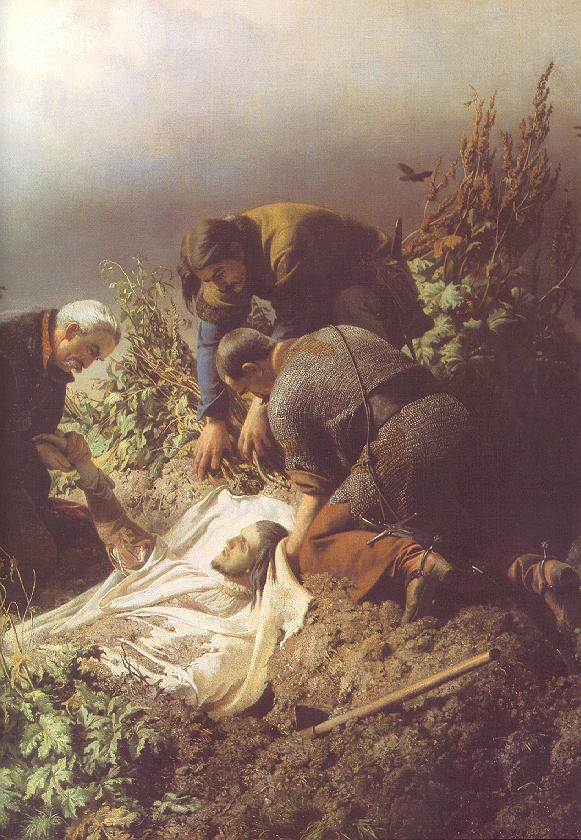
II. Lajos király holttestének megtalálása a csatamezőn (Székely Bertalan festményének részlete)

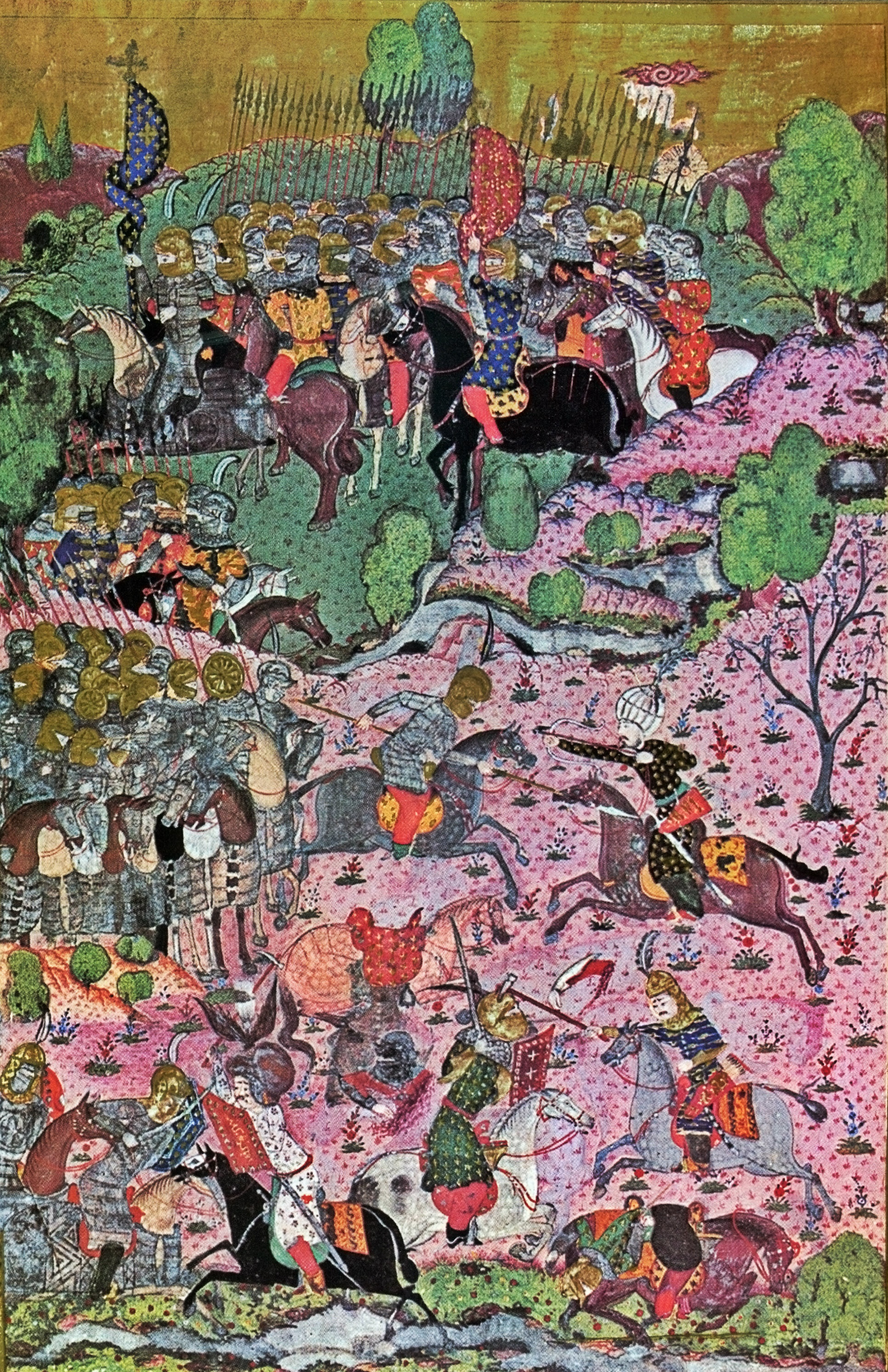
A mohácsi csata ábrázolása 16. századi török miniatúrán

A mohácsi csatavesztés során azonban nem egyedül II. Lajos, de az országnagyok közül igen jelentős számban mások is elpusztultak, köztük a püspököknek mintegy fele. A csatamezőn maradt a magyar egyházi hierarchia élén álló mindkét érsek. 
A csatában és menekülés közben a király mellett a püspökök közül elesett: Szalkai László esztergomi érsek, Tomori Pál kalocsai érsek, a had fővezére, Perényi Ferenc váradi püspök, Móré Fülöp pécsi püspök, Paksi Balázs győri püspök, Csáholi Ferenc csanádi püspök, Palinay György boszniai püspök. 
A bárók közül: Szapolyai György szepesi gróf, a had második vezére, bélteki báró Drágffy János országbíró, guti Országh Ferenc főkamarás, Korlátkői Péter és Trepka András főajtónállók, Horváth Simon királyi főpincemester, felsőlindvai  Széchy Tamás, nyalábi Perényi Gábor(Ugocsa, Máramaros vármegye főispánja), Sárkány Ambrus (korábbi országbíró), Pálóczy Antal (Zemplén vármegye főispánja, az utolsó férfi tagja a Pálóczy családnak), Czetrini Mátyás, Frangepán gróf, alsólendvai Bánffy Zsigmond, Hampo Ferenc, németújvári Batthyány János, a cseh Schlick István és még sokan mások, csehek és morvák. 
Az ország előkelőbb és hatalmasabb emberei közül: gyarmati Balassi Ferenc (Balassi Bálint nagyapja), Tharczai Miklós, Paksy János, Istvánffi János, Várday Imre (Várday Miklós főkincstartó és nyalábi Perényi Katalin unokája), Podmaniczky Mihály, Orlovcsics György, a zenggi kapitány, Aczél István pozsonyi várnagy, Pogány Zsigmond, Tornallyay János, Lánay János és István, gimesi és gácsi Forgách Miklós. Ezenkívül még mintegy ötszáz előkelőbb nemes.
Mohács a hazai legfelsőbb klérus sorsát illetően is – akárcsak az egész magyar történelem számára – vízválasztó volt. Az immár a szó szoros értelmében fejetlenné vált egyházi szervezet a továbbiakban aligha gondolhatott politikai terveinek megvalósítására. A püspöki székek betöltése körül megindult vetélkedés, a török megjelenése Magyarország szívében, a Szapolyai János és I. Ferdinánd között kirobbant háború a trónért, és végül, de nem utoljára az egyre tömegesebb protestáns mozgolódások mind olyan tények voltak, amelyek szinte lehetetlenné tették a korábbi elképzelések megvalósítását.